# Bjarni Guðjónsson
Bjarni Eggerts Guðjónsson (Akranes, 26 februari 1979) is een voormalig IJslands voetballer, die in 2013 zijn loopbaan beëindigde bij KR Reykjavík. Bjarni was een middenvelder.

## Carrière
Bjarni startte z'n profcarrière bij ÍA Akranes. Hij trok in 1997 naar Newcastle United, maar kon daar niet doorbreken in het eerste elftal. Hij waagde zijn kans bij RC Genk. In 2000 keerde hij terug naar Engeland, deze keer bij Stoke City. Na drie jaar trok hij naar VfL Bochum, maar keerde snel terug naar Engeland. Bochum verhuurde hem aan Coventry City, alvorens hem definitief te verkopen. Hij ging daarna voor Plymouth Argyle spelen, om in 2006 terug te keren naar IJsland. Hij trok in 2006 naar z'n ex-club ÍA Akranes. Sinds 2008 komt hij uit voor KR Reykjavík.
Bjarni speelde sinds 1997 23 interlands voor de nationale ploeg van IJsland.

## Familie
Bjarni heeft met Þórður en Joey nog twee broers die profvoetballer zijn. Zij speelden destijds alle drie samen bij RC Genk. Hij is tevens de zoon van ex-voetballer Guðjón Þórðarson.